# Hermes Trismegisto

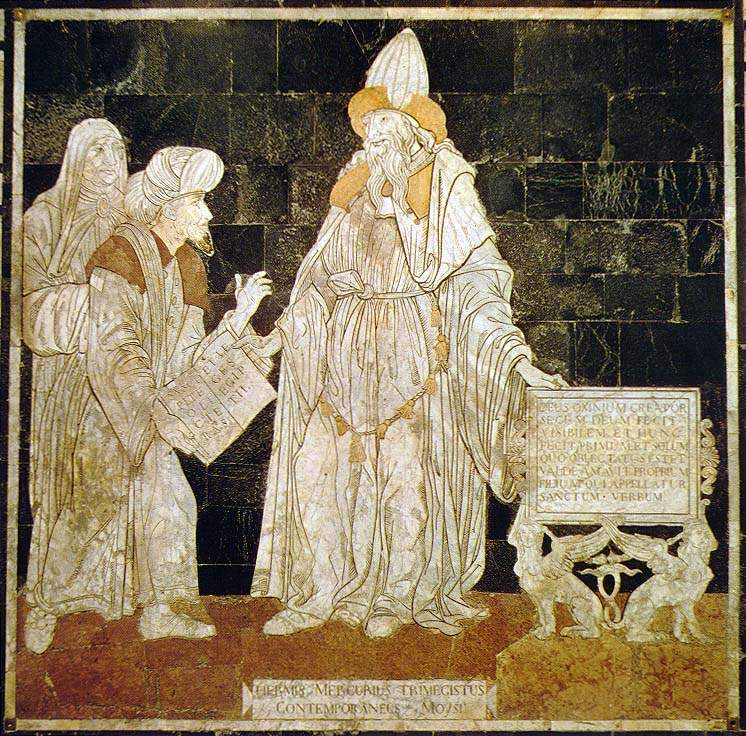
Hermes Trismegisto, en un mosaico de la Catedral de Siena.

Hermes Trismegisto es el nombre griego de un personaje helenístico legendario que se asoció a un sincretismo del dios egipcio Thot y el dios griego Hermes. Es el supuesto autor de los Hermética, una serie muy diversa de textos seudoepigráficos antiguos y medievales que sientan las bases de varios sistemas filosóficos conocidos como hermetismo. La sabiduría atribuida a este personaje en la antigüedad combinaba un conocimiento tanto del mundo material como del espiritual, lo que hizo que los escritos que se le atribuyen fueran de gran relevancia para quienes se interesaban por la interrelación entre lo material y lo divino.
- en griego antiguo: Ἑρμῆς ὁ Τρισμέγιστος, ‘Hermes, el tres veces grande’
- en latín clásico: Mercurius ter Maximus

Thot era el escriba de los dioses, el inventor de la escritura y el mecenas de todas las artes que dependían de ella, como la medicina, la astronomía o la magia. Ya en tiempos de Heródoto, los griegos lo identificaban con su dios Hermes, y para el siglo III a. C. la identificación entre las dos figuras era oficial. En la Piedra de Rosetta (196 a. C.), Hermes «el grande, el grande» (repetido dos veces) se refiere evidentemente a Thot. El epíteto Trismegisto (griego: «el tres veces grande») sólo aparece en raras ocasiones fuera de los textos herméticos. Representa una evolución del egipcio aa aa («grande, grande», es decir, «el más grande»), que se encuentra como epíteto de Thot en jeroglíficos tardíos.
Los escritos atribuidos a Hermes-Thot se clasifican en dos clases principales: El hermetismo «popular», que trataba sobre astrología y otras ciencias ocultas, y el hermetismo «erudito» que trataba temas de teología y filosofía. Si bien desde el Renacimiento y hasta finales del siglo XIX solo se prestó escasa atención a la literatura hermética popular, estudios más recientes han demostrado que su desarrollo precedió al del hermetismo erudito y que refleja ideas y creencias muy extendidas en los primeros tiempos del Imperio romano y, por lo tanto, importantes para entender la historia religiosa e intelectual de la época.
En el período helenístico se atribuían a Hermes sobre todo obras de astrología, a las que posteriormente se añadieron tratados de medicina, alquimia y magia, y su figura se convirtió en uno, si no el más importante, de los dioses y profetas a los que acudían quienes buscaban un conocimiento revelado por los dioses. Hermes Trismegisto es mencionado primordialmente en la literatura ocultista como el sabio egipcio, paralelo al dios Thot, también egipcio, que creó la alquimia y desarrolló un sistema de creencias metafísicas que hoy es conocido como hermetismo. Para algunos pensadores medievales, Hermes Trismegisto fue un profeta pagano que anunció el advenimiento del cristianismo.
Se le han atribuido estudios de filosofía, como el Corpus hermeticum (compuesto hacia el siglo III pero desarrollado por editores bizantino medievales), y de alquimia, como el texto árabe Lawḥ al-zumurrudh (‘La tabla de esmeralda’, del siglo VII, un texto hermético muy breve que consta de una docena de fórmulas alegóricas y oscuras).
El hermetismo fue ampliamente cultivado por los árabes, y la figura de Hermes Trismegisto también se encuentra en escritos islámicos, en los que ha sido asociado con el profeta Idris. A través de ellos, llegó a Occidente e influyó en hombres como Alberto Magno. En la literatura medieval tardía y renacentista son frecuentes las alusiones a Hermes Trismegisto.

## Orígenes mitológicos
Antiguos escritores griegos del Reino ptolemaico de Egipto (entre 323 y el 30 a. C.) empezaron muy temprano a identificar deidades extranjeras con miembros de su propio panteón, en lo que se ha llamado interpretatio graeca.
El historiador griego Heródoto (484-425 a. C.) escribió que «[d]el Egipto nos vinieron además a la Grecia los nombres de la mayor parte de los dioses» y señala específicamente con respecto a Hermes que los egipcios no lo representaban con un pene erecto, costumbre que según él los griegos habían adoptado de los pelasgos.
El nombre de Hermes está relacionado con mojones en los caminos que servían de señalización a los viajeros y, más tarde, a pilares cuadrados que llevaban encima una cabeza y un falo erecto, las llamadas hermas. Hermes era el dios de los viajeros, los pastores, los comerciantes y los ladrones, mensajero de Zeus y acompañante de los muertos (psicopompo). Sin embargo, no se puede concluir de Heródoto que el dios identificado con Hermes fuera el egipcio Thot.
Según las creencias egipcias, los dioses habían gobernado en el Antiguo Egipto antes que los faraones, civilizándolos con sus enseñanzas. En estas leyendas, el dios egipcio Thot era el dios de la sabiduría y el patrón de los magos. También era el guardián y escribiente de los registros que contenían el conocimiento de los dioses. Clemente de Alejandría estimaba que los egipcios poseían cuarenta y dos escritos sagrados, que contenían todas las enseñanzas que poseían los sacerdotes egipcios. Thot, con cabeza de ibis, era considerado el dios de la luna y de las fases lunares, lo que le asociaba al principio del cambio. Desde que el tiempo se hizo calculable a partir de la observación de los crecientes y menguantes regulares de la luna, la medición en general y el tiempo en particular se convirtieron en responsabilidades del dios. Otros atributos de Thot incluyen los de escribir, inventar la escritura y la representación pictórica, la ciencia y la magia. Junto con Anubis, deidad con cabeza de perro, actuaba como escriba en la corte de los muertos, lo que le convierte en un equivalente adecuado del rol de psicopompo de Hermes.
Sólo se encuentra una identificación explícita de Hermes y Toth en Manetón, un sacerdote egipcio del siglo III a. C., al comienzo de la era helenística en Egipto. El fragmento corresponde a una obra de Manetón llamada Libro de Sothis que fue transmitida por Jorge Sincelo, un monje bizantino. Manetón escribe a Ptolomeo II y da como fuente de sus conocimientos: «Inscripciones de la tierra de Seir, procedentes de Thot, el primer Hermes, con jeroglíficos en la lengua sagrada, traducidos después del diluvio a la lengua griega y registrados en libros por el hijo de Agatodemon, el segundo Hermes, padre de Tat, en los santuarios de los templos de Egipto».
En su De natura deorum (3, 56) Cicerón enumera cinco personificaciones de Hermes y dice de la quinta: «El quinto es adorado por los Feneos, y se dice que es el que, según la leyenda, mató a Argos, por lo que huyó a Egipto y dio a los egipcios sus leyes y les enseñó el alfabeto. Los egipcios lo llaman Theyt [Toth], y con el mismo nombre se llama entre ellos el primer mes del año». Esto significa que la identificación de Hermes y Thot ya estaba establecida en Egipto a principios del periodo ptolemaico y también era conocida por los romanos como Mercurio-Theyt. Esto corrobora la idea de que Hermes Tres Veces Grande se originó en el Egipto helenístico a través del sincretismo entre dioses griegos y egipcios (los Hermetica se refieren con mayor frecuencia a Thot y Amón). En cualquier caso, los dos dioses fueron adorados como uno solo, en lo que había sido el Templo de Thot en Khemenu, que fue conocida en el período helenístico como Hermópolis. A su culto también se vinculó el del sacerdote y polímata egipcio Imhotep, que había sido deificado mucho después de su muerte y, por tanto, asimilado a Thot en los periodos clásico y helenístico. El renombrado escriba Amenhotep y un sabio llamado Teôs fueron deidades coetáneas de la sabiduría, la ciencia y la medicina, y, por ello, eran colocados junto a Imhotep en santuarios dedicados a Thot-Hermes durante el Reino Ptolemaico.
Una referencia griega micénica a una deidad o semideidad llamada ti-ri-se-ro-e (Tris Hḗrōs, «héroe tres veces o triple») se encontró en dos tablillas de arcilla en lineal B en Pilos y podría estar relacionada con el posterior epíteto de «tres veces grande», Trismegistos, aplicado a Hermes/Thot. En la mencionada tablilla PY Tn 316 —así como en otras tablillas en lineal B encontradas en Pilos, Cnosos y Tebas— aparece el nombre de la deidad «Hermes» como e-ma-ha, pero no en ninguna conexión aparente con «Tris heros». Esta interpretación del material micénico poco conocido es debatida, ya que Hermes Trismegisto no aparece referenciado en ninguna de las copiosas fuentes antes de que hiciera su aparición en el Egipto helenístico.
Más tarde, varias de las características de Tot se asociarían al Hermes de la mitología helenística, incluyendo la autoría de los «cuarenta y dos textos». Este sincretismo no fue practicado por los griegos, sino que recién en el primer o segundo siglo de la era cristiana se le comenzó a llamar a esta fusión «Hermes Trismegisto», probablemente por cristianos que tenían noticia de los textos egipcios. No obstante, en algún momento la ambigua noción de divinidad se transformó en la de un personaje histórico de los tiempos iniciales de la civilización occidental, al cual además se le atribuyeron otros escritos filosóficos.
El egiptólogo alemán Siegfried Morenz (1914-1970) sugirió en su libro Religión de Egipto que «la referencia a la autoría de Tot [...] se basa en la antigua tradición, y la cifra de cuarenta y dos probablemente se debe al número de nomos de Egipto, y, por tanto, pretende transmitir el concepto de integridad».
En 1908, el abogado y comerciante estadounidense William Walker Atkinson (1862-1932) publicó el Kybalión, en el que afirmó ―sin aportar ninguna evidencia historiográfica― que creía que Hermes Trismegisto podría haber sido contemporáneo del patriarca Abraham.

## La literatura hermética

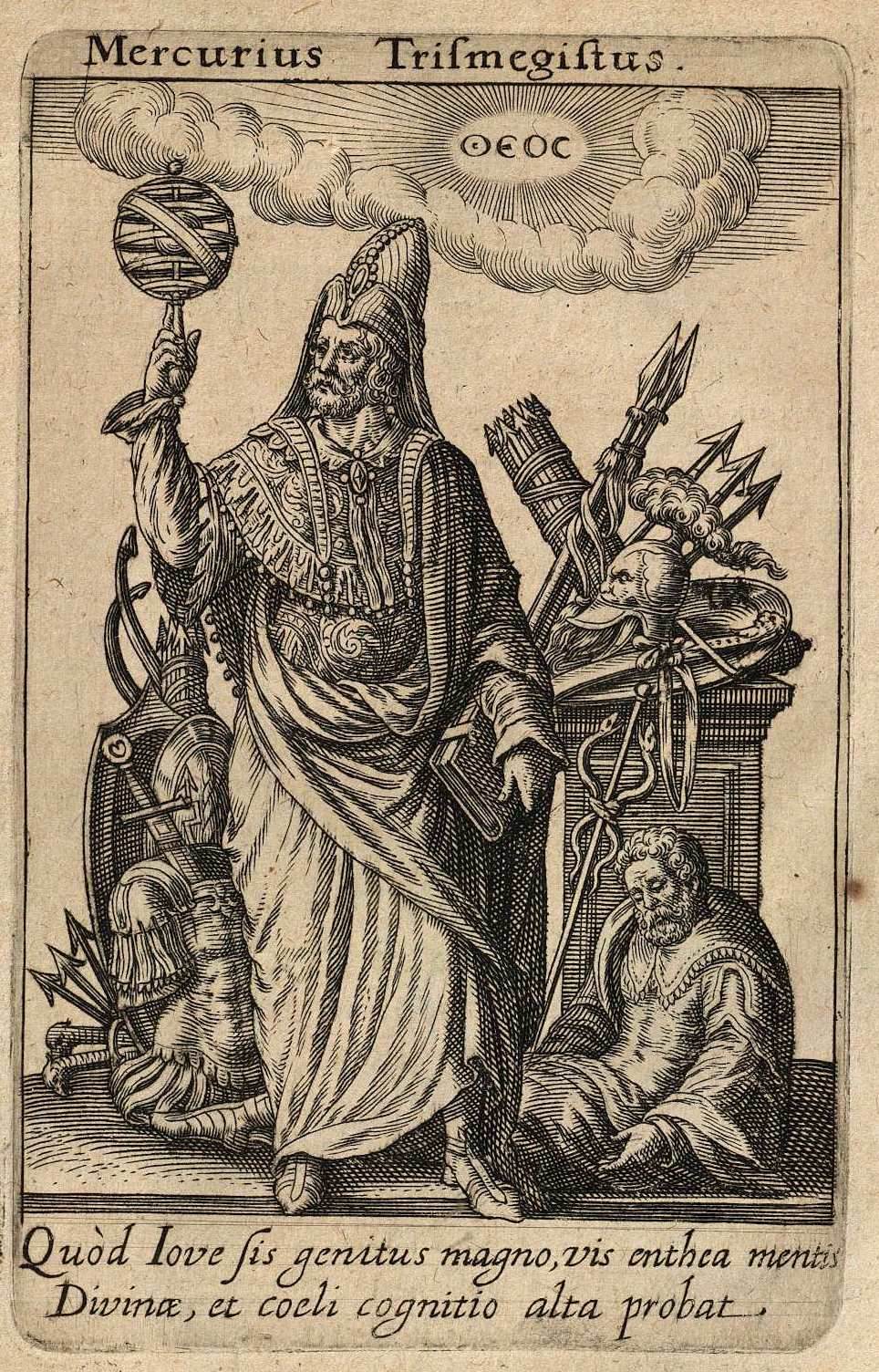
Mercurius Trismegistus, grabado en cobre de Johann Theodor de Bry para el Tractatus posthumus de divinatione & magicis præstigiis de Jean-Jacques Boissard, Oppenheim, 1615. Biblioteca Nacional de España.

La llamada «literatura hermética» es, en cierto modo, un conjunto de papiros que contenían hechizos y procedimientos de inducción mágica. Por ejemplo, en el diálogo llamado Asclepio, el dios griego de la medicina, se describe el arte de atrapar las almas de los demonios en estatuas, con la ayuda de hierbas, piedras preciosas y aromas, de tal modo que la estatua pudiera hablar y profetizar. En otros papiros, existen varias recetas para la construcción de este tipo de imágenes y detalladas explicaciones acerca de cómo animarlas (dotarlas de alma) ahuecándolas para poder introducir en ellas un nombre grabado en una hoja de oro, momento esencial del proceso.
No obstante, la literatura atribuida a esta figura mitológica no termina allí. Los escritos herméticos, en general, dan cuenta de un determinado enfoque acerca de las leyes del universo. En el Asclepio se habla constantemente de Dios, a quien se llama el "Todo Bueno", para describir las leyes del Universo. Por ejemplo, en el pasaje número veinte del Asclepio Dios es expresado como la "inconcebible Unidad que constituye el Universo", de una forma similar al concepto hinduista de Brahman. Una unidad cuya característica esencial es que posee naturaleza masculina y femenina al mismo tiempo. Esta característica se la otorgará Dios a su vez, por reflejo, a todas sus criaturas. En el Asclepio la figura de Dios no tiene la consideración de quien ha hecho todas las cosas, sino que Dios mismo "es" todas las cosas. Todos los seres vivos, todo lo material e inmaterial, son para Hermes partes que actúan dentro de Dios. Pero solo los humanos son un reflejo exacto de Dios, el "Todo Bueno".
Hermes también habla del Tiempo. De acuerdo con el párrafo 27 del Asclepio el mundo es el receptáculo del Tiempo, que mantiene la vida en su correr y agitar. El Tiempo, por su lado, respeta el Orden. Y el Orden y el Tiempo provocan, por transformación, la renovación de todas las cosas que hay en el Mundo. En esta obra, el propio Hermes aparece como un personaje que dialoga con Asclepio, siendo que la conversación se sitúa en el antiguo Egipto. Como curiosidad, en el Asclepio Hermes habla de dioses que están en la Tierra. Al preguntarle Asclepio a Hermes dónde están tales dioses, Hermes le responde que en una montaña de Libia, y acto seguido le cambia el tema. Esos dioses se irán finalmente, y dejarán a la humanidad desasistida.
Entre los tratados atribuidos a Hermes Trismegisto destaca el Corpus hermeticum. Se le atribuye también la redacción de la Tabla de esmeralda, que fue considerado por los alquimistas el libro fundacional de la alquimia. Otras de sus obras más destacadas serían el Poimandres,
ciertos libros de poemas y el Libro para salir al día, también conocido como «Libro de los muertos», por haberse encontrado ejemplares de él dentro de los sarcófagos de algunos destacados egipcios.

## Resurgimiento medieval
Durante la Edad Media y el Renacimiento los escritos atribuidos a Hermes Trismegisto, conocidos como Hermética, gozaban de gran crédito y eran populares entre los alquimistas. La tradición hermética, por lo tanto, se asocia con la alquimia, la magia, la astrología y otros temas relacionados. En los textos se distinguen dos categorías: de «filosofía» y «técnica» hermética. La primera se ocupa principalmente de la argumentación teórica sobre la que se sostiene el pensamiento mágico y la segunda trata sobre su aplicación práctica. Entre otros temas, hay hechizos para proteger los objetos por «arte de magia», de ahí el origen de la expresión «sellado herméticamente».
El erudito clásico Isaac Casaubon, en De rebus sacris et ecclesiaticis exercitiones XVI (1614), mostró, por el tipo de caracteres griegos, que los textos que se creían escritos tradicionalmente en la antigüedad clásica eran en realidad más recientes: la mayor parte del Corpus hermeticum «filosófico» puede ser de una fecha alrededor del año 300. Sin embargo, fueron descubiertos en el siglo XVII errores de la datación de Casaubon por el estudioso Ralph Cudworth, que argumentó que la denuncia de falsificación sólo puede aplicarse a tres de los diecisiete tratados contenidos en el Corpus hermeticum. Además, Cudworth señaló que los textos eran una formulación tardía de una tradición anterior, posiblemente oral. Según Cudworth, el texto debe considerarse como un término ad quem, y no a quo, es decir, que el texto es el fruto de una tradición anterior y no su origen, como podría hacer pensar Casaubon.

## La tradición islámica

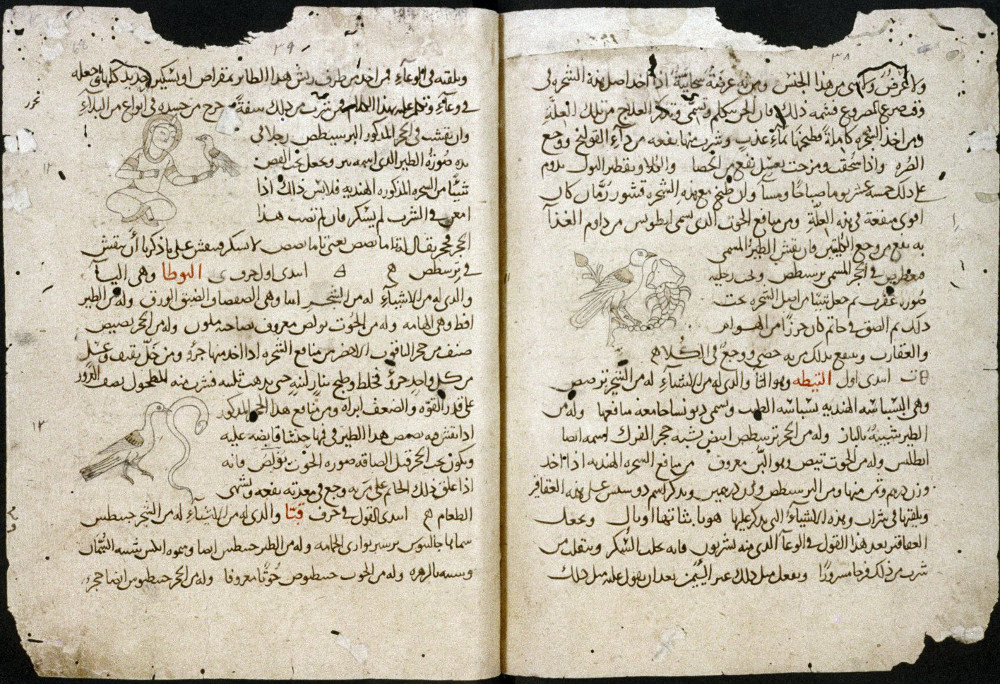
Páginas de Kyranides, libro atribuido a Hermes Trismegisto. Texto árabe con dibujos a pluma.

El historiador francés Antoine Faivre señaló que Hermes Trismegisto tiene un lugar en la tradición islámica, aunque el nombre de Hermes no aparece en el Corán. Hagiógrafos y cronistas de los primeros siglos de la Hégira islámica identificaron a Hermes Trismegisto con Idris, el nabi ("profeta") de las suras 19, 57, 21 y 85, a quien los musulmanes también identifican con Enoc.
Según Antoine Faivre, a Idris-Hermes se le llama Hermes Trismegisto porque fue triple: el primero, comparable a Thot, era un «héroe civilizador», un iniciador en los misterios de la ciencia divina y la sabiduría que anima el mundo, que grabó los principios de esta ciencia sagrada en jeroglíficos. El segundo Hermes, el de Babilonia, fue el iniciador de Pitágoras. El tercer Hermes fue el primer maestro de la alquimia. «Un profeta sin rostro», escribe el islamista Pierre Lory, «Hermes no posee características concretas, o diferentes a este respecto de la mayoría de las grandes figuras de la Biblia y el Corán».

## Resurgimiento moderno
Los ocultistas modernos sugieren que algunos de estos textos pueden tener su origen en el Antiguo Egipto, Babilonia y cerca del Mar Mediterráneo, y que «los cuarenta y dos textos esenciales», que contenían lo fundamental de sus creencias religiosas y su filosofía de la vida, siguen escondiendo un conocimiento secreto.

## Cultura popular
- En la novela Vida y opiniones del caballero Tristram Shandy, del escritor Laurence Sterne, el personaje principal desea llamar a su hijo Trismegisto (por Hermes Trismegisto), pues considera que dicho nombre es el apropiado. Desafortunadamente, su esposa pronuncia incorrectamente ese nombre y su hijo queda llamado Tristram, nombre que el padre detesta. Este episodio, además, es utilizado en la película de 2006 basada en esta novela, titulada Tristram Shandy: A Cock and Bull Story.
- En la novela Heresy, de S. J. Parris, uno de los principales temas centrales consiste en la búsqueda de los trabajos perdidos de Hermes Trismegistus por parte del filósofo Giordano Bruno.
- El cantautor brasileño Jorge Ben Jor publicó en 1974 el álbum A Tábua de Esmeralda (La tabla de esmeralda), en donde incluye una canción titulada Hermes Trismegisto e Sua Celeste Tábua de Esmeralda.
- Uno de los personajes protagonistas de la película The Keep (1983), adaptación de la novela homónima de Francis Paul Wilson, se llama Glaeken Trismegistos.
- En el videojuego Persona 3, la "persona" de Junpei es llamada "Hermes", la cual, después de un evento del juego, es nombrada "Trismegistus" por Trismegisto.
- En el videojuego Assassin's Creed: Brotherhood aparecen los «Herméticos», una secta liderada por Ercole Massimo, cuyos miembros rinden culto a Hermes e intentan persuadir a Leonardo da Vinci para que descifre la clave necesaria para entrar en el templo de Pitágoras, para poder así hacerse con el «Fruto del Edén».[15]
- En el manga japonés y anime Hellsing, creado por Kohta Hirano, el protagonista de dicha serie, un vampiro de nombre Alucard, en la OVA 8 (Hellsing Ultimate), hace referencia a George Ripley, un antiguo alquimista y alumno de Hermes Trismegisto, al liberar su último estado de restricción de sus poderes: "El ave de Hermes es mi nombre, como mis alas para domesticarme". Esto es parte también del texto escrito "filosóficamente", con el cual, si se descifra, puede crearse la piedra filosofal.
- En el videojuego Assassin's Creed: Odyssey, la vara de Hermes Trismegisto es uno de los Fragmentos del Edén.[16]
- En el juego de cartas Yu-Gi-Oh!, de Konami, existen dos cartas que aluden a Hermes Trismegisto, cuyos nombres son "Trismagistus" y "Helios Trío Megistus".
- El nombre de la banda de metal pesado argentina Hermética está inspirado por la ciencia de Hermes Trismegisto.